# Хлум, Франц
Франц Хлум (нем. Franz Chlum; 16 октября 1931, Брюкс, Чехия — 16 мая 2013, Эберсдорф) — немецкий дирижёр.
Сын дирижёра, с детства учился игре на скрипке и фортепиано. После Второй мировой войны семья Хлума была вынуждена покинуть Судетскую область и обосновалась в Заальфельде. В 1952 году Хлум окончил Веймарскую высшую школу музыки и вернулся в Заальфельд, возглавив новосозданный окружной оркестр, в дальнейшем получивший наименование Государственного оркестра Заальфельда (нем. Staatlichen Sinfonieorchester Saalfeld). Уже в первом сезоне коллектив под руководством Хлума дал 166 концертов, которые услышали в общей сложности 70 000 слушателей. Этот коллектив Хлум возглавлял на протяжении 40 лет, пока в 1992 году оркестр не был слит с Рудольштадтской земельной капеллой в Тюрингский симфонический оркестр.
Хлум также занимался композицией. В 2011 году на торжественном концерте в честь его 80-летия Тюрингский симфонический оркестр исполнил его сюиту «Картины одного города» (нем. Bilder einer Stadt). Марш Хлума «Замок Ландесварт», посвящённый его родному городу, звучал на встрече бывших жителей Брюкса с представителями его теперешнего, чешского населения.